# 古竹乡
古竹乡，是中华人民共和国福建省龙岩市永定区下辖的一个乡镇级行政单位。

## 行政区划
古竹乡下辖以下地区：
黄竹烟村、坪洋村、大德村、陂子角村、古竹村、瑶下村、溪口村、蛟塘村和田洋村。